# Cantonul Saulxures-sur-Moselotte
Cantonul Saulxures-sur-Moselotte este un canton din arondismentul Épinal, departamentul Vosges, regiunea Lorena, Franța.

## Comune
- Basse-sur-le-Rupt
- La Bresse
- Cornimont
- Gerbamont
- Rochesson
- Sapois
- Saulxures-sur-Moselotte (reședință)
- Thiéfosse
- Vagney
- Ventron